# Flawless
если Вы ищете фильм "Flawless" см. Без изъяна
FLAWLESS — британская танцевальная группа, занявшая в 2009 году второе место в английском шоу Britain’s Got Talent. В 2010 году, Flawless появлялись в фильмах Уличные танцы 3D и Уличные танцы 2 .. Также они участвовали в съемках второго сезона интернет-сериала EastEnders: E20.

## Участники
- Marlon SWOOSH Wallen
- Nathan ODDEY Kabongo
- Nathan NEO Gordon
- Allan L.BOOGIE Kabeja
- Leroy FX Dos Santos
- Christian BOUNCE Alosie
- Anthony A.D Duncan
- Paul STEADY Steadman
- Paul BREAKER Samuels
- Simon SHOCK Smith